# Imbituba
Imbituba, amtlich portugiesisch Município de Imbituba, ist eine Hafenstadt im brasilianischen Bundesstaat Santa Catarina. Eine Volkszählung aus dem Jahr 2010 ergab eine Einwohnerzahl von 40.170 Menschen. Im Jahr 2020 lebten nach offizieller Schätzung 45.286 Menschen in Imbituba, die Imbitubenser genannt werden, auf einer Gemeindefläche von rund  	
181,6 km².

## Geographie
Umliegende Gemeinden sind Garopaba, Imaruí, Paulo Lopes und Laguna. Die Entfernung zur Hauptstadt Florianópolis beträgt 90 km.
Das Biom ist Mata Atlântica.

## Geschichte
Die erste Besiedlung des Stadtgebiets durch europäische Siedler erfolgte im Jahr 1715. Per Gesetz wurde Imbituba am 1. Januar 1924 gegründet. Am 6. Oktober 1930 verlor Imbituba den Status einer selbstständigen Gemeinde, erhielt diesen aber am 5. August 1958 zurück. Von 1949 bis 1959 trug die Stadt den Namen „Município de Henrique Lage“, benannt nach dem Großindustriellen Henrique Lage.

## Wirtschaft
Bis Mitte des 20. Jahrhunderts war Imbituba ein Zentrum des Walfangs. Heute wird das Vorkommen von Glattwalen vor der Küste zum Whale Watching genutzt. Zusammen mit Badeurlaubern und Wellenreitern am bekannten Strand Praia do Rosa führt dies dazu, dass der Tourismus einer der wichtigsten Wirtschaftszweige der Stadt ist.

## Hafen von Imbituba
Imbituba verfügt über einen Seehafen, den Porto de Imbituba. Anfänglich wurden hauptsächlich Textilien und Schuhe aus den Produktionszentren von Santa Catarina und Rio Grande do Sul verschifft. Seit 1922 stand er unter der Verwaltung der Companhia de Docas Imbitua. Im Jahre 2008 wurde das Containerterminal von Imbituba in seiner Bewirtschaftung privatisiert. Der Betreiber des größten Containerterminals des Nachbarhafens Santos, die Santos Brasil S.A., erhielt den Zuschlag.

## Söhne und Töchter der Stadt
- Fabrício de Souza (* 1982), Fußballspieler
- Jorginho (* 1991), Fußballspieler